# NS DH 1
Die NS-Baureihe DH 1 sind Triebwagen, die in den 1980er Jahren von Duewag in Uerdingen für die Nederlandse Spoorwegen NS gebaut wurden und bis 2008 in den Niederlanden verkehrten. Danach wurden sie ausgemustert und verkauft.
Drei Fahrzeuge kamen als Reihe PKP SN 82 zu den Polskie Koleje Państwowe (PKP) in Polen. 15 Fahrzeuge wurden nach Argentinien verkauft. Die Fahrzeuge in Polen sind noch (Stand 2022) in Betrieb.

## Geschichte

### Einsatz in den Niederlanden
Um den Schienenpersonennahverkehr auf ihren nicht elektrifizierten Eisenbahnstrecken kostengünstiger zu gestalten, suchten die NS nach Möglichkeiten, einen leichten Schienenbus auf den Strecken in Friesland zu verwenden. Sie fand eine effektive Lösung auf der Basis der DB-Baureihe 627.
Zwischen 1981 und 1983 wurden 19 einteilige Fahrzeuge geliefert, die die Bezeichnung DH1 3101–3119 erhielten. Gleichzeitig wurden 31 zweiteilige Fahrzeuge hergestellt, sie erhielten die Bezeichnung DH 2. Die Wagenkästen und der Dieselhydraulische Antrieb der Fahrzeuge wurden von Duewag in Uerdingen geliefert. Die Drehgestelle waren eine Zulieferung von SIG.
Die Fahrzeuge erhielten durch ihren Einsatz auf den küstennahen Strecken bei den NS sehr bald den Spitznamen Wadloper (Wattläufer). 1996 und 1997 wurden alle Fahrzeuge modernisiert, was die Überarbeitung des Äußeren sowie der inneren Einrichtung betraf. Sie erhielten Schneeräumer und eine graue Farbgebung im Front- sowie Dachbereich.
Einige Exemplare sollen auf der Bahnstrecke Mariënberg–Almelo im Einsatz gewesen sein, zudem verkehrten sie in der Provinz Limburg. Die Fahrzeuge verkehrten bis um 2005, dann wurden sie alle durch neue Triebzüge ersetzt. Mit Ausnahme der stark beschädigten und beschmierten Fahrzeuge wurden sie in Zwolle und Amersfoort gesammelt und an Nahverkehrsunternehmen in Argentinien und Polen verkauft.

### Einsatz in Polen

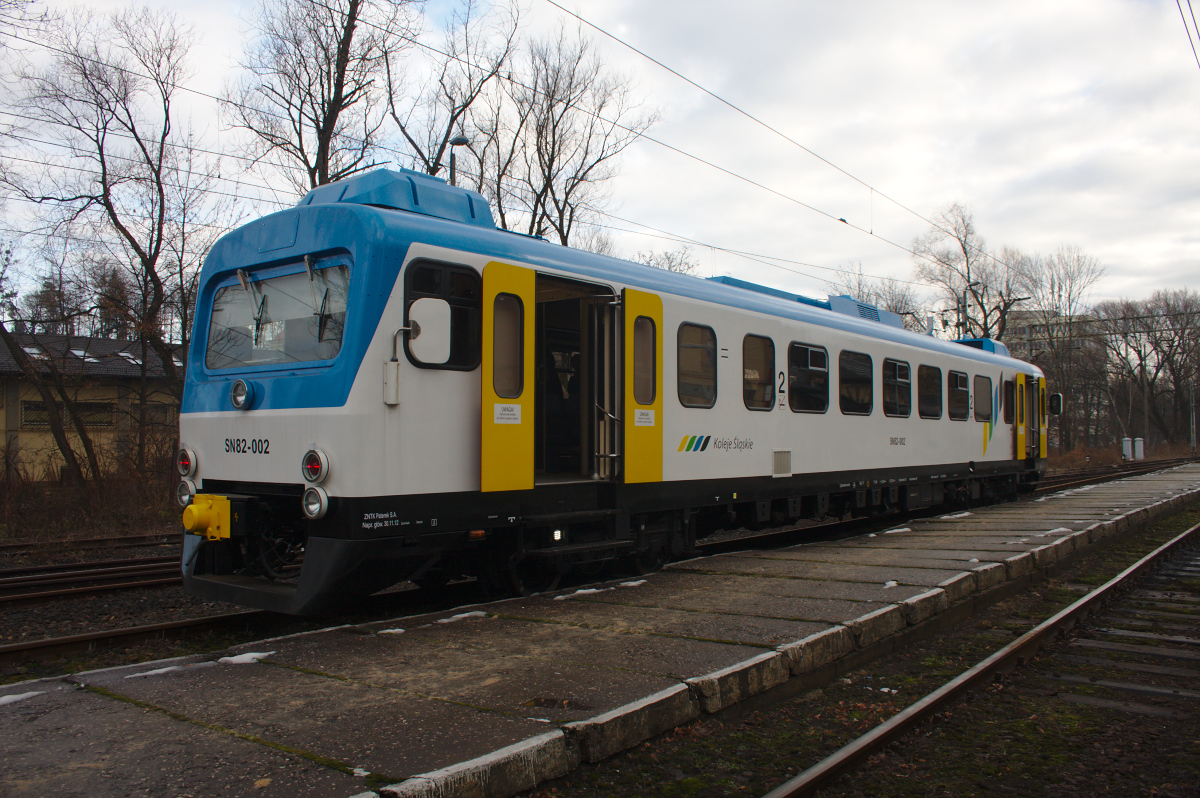
SN 82-002

Vier Fahrzeuge wurden an das tschechische Unternehmen Q-Rail verkauft. Am 27. August 2009 wurden diese (3105, 3110, 3222 und 3226) nach Polen transportiert, wo sie überholt wurden. Sie blieben allerdings in Polen, wo 2009 der erste Wagen nach einer Modernisierung wieder eingesetzt wurde. Äußerlich ändert sich außer geänderten Scheinwerferkappen und einem neuen Anstrich wenig. Sie wurden als SN 82-001–003 bezeichnet.
Andere Quellen führen die Umzeichnungsdaten von vier Fahrzeugen auf, wovon von dem letzteren keine weiteren Informationen vorhanden sind: 3102: SN 82-001, 3105: SN 82-002, 3110: SN 82-003, 3115: SN 82-004.
Zunächst fuhren zwei Fahrzeuge bei Polregio, nach 2012 wurden alle drei Einheiten zu Koleje Śląskie abgegeben. 2018 und 2020 wurden die Fahrzeuge SN82 001 (Marzanna), 002 (Sylwia), 003 (Weronika) von Stowarzyszenie Kolejowych Przewozów Lokalnych (SKPL) übernommen.

### Einsatz in Südamerika
Der größte Teil der Fahrzeuge wurde nach Argentinien verkauft, wo die meisten ihr Aussehen nach einer Modernisierung in etwa behielten. Sie wurden im Grenzverkehr von Concordia in Argentinien nach Salto in Uruguay eingesetzt. Im grenzüberschreitende Verkehr nach Encarnación in Paraguay waren sie ebenfalls eingesetzt.
3101, 3103, 3104, 3106–3109, 3111–3114, 3116–3119 stehen abgestellt in Buenos Aires.

## Konstruktion
Die Fahrzeuge wurden wie die Baureihe 627 nach den Grundsätzen der Leichtbauweise hergestellt. Für die Wagenkästen wurden leichte Walzprofile und gekantete Bleche verwendet. Beide Achsen eines Drehgestells waren dieselhydraulisch angetrieben. Neben den beiden Führerständen lagen die unterschiedlich großen Einstiegsräume mit jeweils mit Klappstufen ausgerüstete 1300 mm breite Doppelschiebetüren an. Der breitere Einstiegsraum wurde als Gepäckraum für den Fahrradtransport verwendet, im anderen lag der Zugang zur Toilette. Der Fahrgastraum war ursprünglich kurzzeitig in ein Abteil 1. Klasse und ein Großraumabteil 2. Klasse geteilt. Die Beleuchtung erfolgte mit Leuchtstofflampen für 24 Volt.
Angetrieben wurden die Triebwagen von einem Sechszylinder-Viertakt-Dieselmotor Typ Cummins NT855R4, der eine Leistung von 212 kW erbrachte. Über ein Strömungsgetriebe von Voith wurden beide Achsen des Triebdrehgestelles angetrieben. Der Kraftstoffvorrat betrug 750 Liter. Sie besaßen eine indirekte Bremse Bauart Knorr.